# Brudzeń Duży (gmina)
Pour les articles homonymes, voir Brudzeń Duży.
Brudzeń Duży est une gmina rurale (gmina wiejska) de la powiat de Płock, dans la Voïvodie de Mazovie, dans le centre-est de la Pologne.
Son siège administratif (chef-lieu) est le village de Brudzeń Duży qui se situe environ 19 kilomètres au nord-ouest de Płock (capitale de la powiat) et 114 kilomètres au nord-ouest de Varsovie (capitale de la Pologne).
La gmina couvre une superficie de 161,82 km2 pour une population de 7 806 habitants en 2006.

## Histoire
De 1975 à 1998, la gmina est attachée administrativement à la voïvodie de Płock.

Depuis 1999, elle fait partie de la voïvodie de Mazovie.

## Géographie
La gmina inclut les villages et localités de:

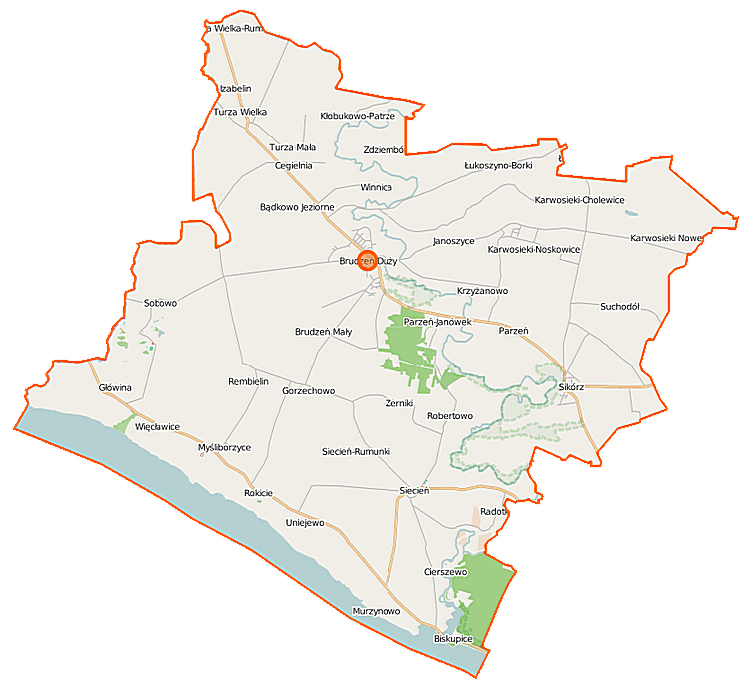
Plan de la gmina

- Bądkowo Jeziorne
- Bądkowo Kościelne
- Bądkowo-Podlasie
- Bądkowo-Rochny
- Bądkowo-Rumunki
- Biskupice
- Brudzeń Duży
- Brudzeń Mały
- Cegielnia
- Cierszewo
- Główina
- Gorzechowo
- Izabelin
- Janoszyce
- Karwosieki-Cholewice
- Karwosieki-Noskowice
- Kłobukowo-Patrze
- Krzyżanowo
- Lasotki
- Łukoszyno-Borki
- Murzynowo
- Myśliborzyce
- Nowe Karwosieki
- Parzeń
- Parzeń-Janówek
- Radotki
- Rembielin
- Robertowo
- Rokicie
- Siecień
- Siecień Rumunki
- Sobowo
- Strupczewo Duże
- Suchodół
- Turza Mała
- Turza Wielka
- Uniejewo
- Więcławice
- Wincentowo
- Winnica
- Zdziembórz
- Żerniki

### Gminy voisines
La gmina de Brudzeń Duży est voisine des gminy suivantes :
- Dobrzyń nad Wisłą
- Gozdowo
- Mochowo
- Nowy Duninów
- Stara Biała
- Tłuchowo
- Włocławek

## Structure du terrain
D'après les données de 2002, la superficie de la commune de Brudzeń Duży est de 161,82 km2, répartis comme tel :
- terres agricoles : 72 %
- forêts : 14 %

La commune représente 9 % de la superficie du powiat.

## Démographie
Données du 30 juin 2004 :
| Description        | Total  | Total | Femmes | Femmes | Hommes | Hommes |
| ------------------ | ------ | ----- | ------ | ------ | ------ | ------ |
| Unité              | Nombre | %     | Nombre | %      | Nombre | %      |
| Population         | 7 868  | 100   | 3 849  | 48,9   | 4 019  | 51,1   |
| Densité (hab./km²) | 48,6   | 48,6  | 23,8   | 23,8   | 24,8   | 24,8   |